# 島塚村
島塚村（しまづかむら）は、かつて新潟県北蒲原郡にあった村。

## 沿革
- 1889年（明治22年）4月1日 - 町村制施行に伴い北蒲原郡島潟村、東塚ノ目村、西塚ノ目村、西名柄村、板敷村が合併し、島塚村が発足。
- 1901年（明治34年）11月1日 - 北蒲原郡中井村と合併し、鴻沼村となり消滅。